# Liste der kaiserlichen Generale der Frühen Neuzeit/U
Legende: * geboren | ~ getauft | † gestorben | ⚔ gefallen | Zu den Rangbezeichnungen siehe auch Generalsränge auf der Startseite.
- Georg Ludwig Freiherr von Uffeln

† 1733. Laufbahn: 20. Mai 1716 Generalfeldwachtmeister, 24. Oktober 1723 Feldmarschalleutnant
- Wolfgang Maximilian Joseph Kajetan Graf von Uiberacker

* 7. April 1669 † 22. Februar 1738. Laufbahn: 29. Mai 1734 Generalfeldwachtmeister
- Ferdinand Franz Graf von Ujházy

* 21. September 1714 † 31. März 1769. Laufbahn: 2. März 1758 Generalfeldwachtmeister
- Ladislaus Karl Freiherr von Ujváry

† 22. Mai 1749. Laufbahn: 25. Oktober 1745 Generalfeldwachtmeister
- Emanuel von Ulbrecht

† 17. Oktober 1819. Laufbahn: 12. Februar 1807 Generalmajor
- Franz Graf von Ulfeld[1]

* 30. Oktober 1601 † 14. Juli 1636. Laufbahn: 18. August 1635 Generalfeldwachtmeister
- Leo Graf von Ulfeldt

* 22. März 1651 † 11. April 1716. Laufbahn: 29. Dezember 1700 Generalfeldwachtmeister, 5. Mai 1704 Feldmarschalleutnant, 20. Oktober 1706 Feldmarschall
- Joseph Maria Kajetan Freiherr von Ulm zu Erbach

* 7. August 1751 † 24. November 1827. Laufbahn: 2. Oktober 1799 mit Rang vom 4. Dezember 1799 Generalmajor, 1. September 1807 Feldmarschalleutnant, 1813 im Ruhestand
- Johann Wilhelm Freiherr von Unruh

* 21. Juni 1668 † 7. Dezember 1728. Laufbahn: 8. Oktober 1723 Generalfeldwachtmeister
- Ferdinand Johann Franz Xaver Freiherr von Unruhe

* 14. September 1711 † 8. Dezember 1777. Laufbahn: 5. November 1756 Generalfeldwachtmeister, 5. Januar 1760 Feldmarschalleutnant
- Leopold Freiherr von Unterberger[2]

* 12. Oktober 1734 † 9. Februar 1818. Laufbahn: 5. März 1793 mit Rang vom 27. Februar 1793 Generalmajor, 1. März 1797 mit Rang vom 16. Februar 1797 Feldmarschalleutnant, 4. September 1813 Feldzeugmeister
- Hyazinth von Uracca

* ? † ?. Laufbahn: 11. Juli 1758 Generalfeldwachtmeister
- Joseph Freiherr von Uracca

* 2. September  (12. ?) 1743 † 3. Oktober 1828. Laufbahn: 1. Dezember 1803 mit Rang vom 10. März 1804 Generalmajor
- Don Juan de Uribe

† 1754. Laufbahn: 4. Dezember 1733 Generalfeldwachtmeister
- Johann Nepomuk von Ürmény

* um 1778 † 7. April 1843. Laufbahn: 30. April 1815 Generalmajor, 23. August 1824 im Ruhestand
- Karl Elisabeth Konrad Herzog von Ursel und Hoboken, Prince d’Arche et de Charleville

* 26. Juni 1717 (21. Juni 1718 ?) † 11. Januar 1775. Laufbahn: 14. Dezember 1750 Generalfeldwachtmeister, 30. November 1757 mit Rang vom 21. März 1756 Feldmarschalleutnant
- Guillaume Duc d’Ursel

* 15. Mai 1784: * 9. Mai 1784 Generalmajor
- Siegfried Freiherr von Uttenhoven

* ? † ?. Laufbahn: 1. Mai 1778 Generalmajor